# Girl on the Run
Girl on the Run är titeln på Victoria Silvstedts första och hittills enda studioalbum. Albumet gavs ut år 1999 och producerades av Huma. Från albumet släpptes tre singlar som blev hits: Hello Hey, Rocksteady Love och Party Line. På låten Rocksteady Love medverkar rapparen Turbo B. Låtarna skrevs av bland andra Durron Butler, Andreas Carlsson och Peter Boström. 
Som bäst tog sig albumet upp till plats 27 på Sverigetopplistan.

## Låtlista
| Nr  | Titel                       | Kompositör                                | Producent(er)                 | Längd |
| --- | --------------------------- | ----------------------------------------- | ----------------------------- | ----- |
| 1.  | Rocksteady Love             | Durron Butler                             |                               | 3:56  |
| 2.  | Girl on the Run             | Ali Thompson Andreas Carlsson             | Daniel Papalexis Kadir Taysir | 3:12  |
| 3.  | Hello Hey                   |                                           |                               | 3:26  |
| 4.  | Waste of Time               |                                           |                               | 3:17  |
| 5.  | Astro Girl                  |                                           |                               | 3:34  |
| 6.  | Just Can't Live without You |                                           |                               | 3:03  |
| 7.  | Could You Be the One?       |                                           |                               | 3:29  |
| 8.  | Heating Sun                 |                                           |                               | 3:01  |
| 9.  | Party Line                  | Robin Rex                                 | Dean'n, Robert Uhlman         | 3:30  |
| 10. | I Will Follow               | Joakim Udd Johan Fjellström Peter Boström | Fredrik Andersson             | 3:08  |
| 11. | Falling for You             |                                           | Ronny Lahti                   | 4:05  |
| 12. | Still Want You              |                                           |                               | 3:16  |

## Listplaceringar
| Lista (1999) | Topplacering |
| ------------ | ------------ |
| Sverige      | 27           |